# 四川泡菜

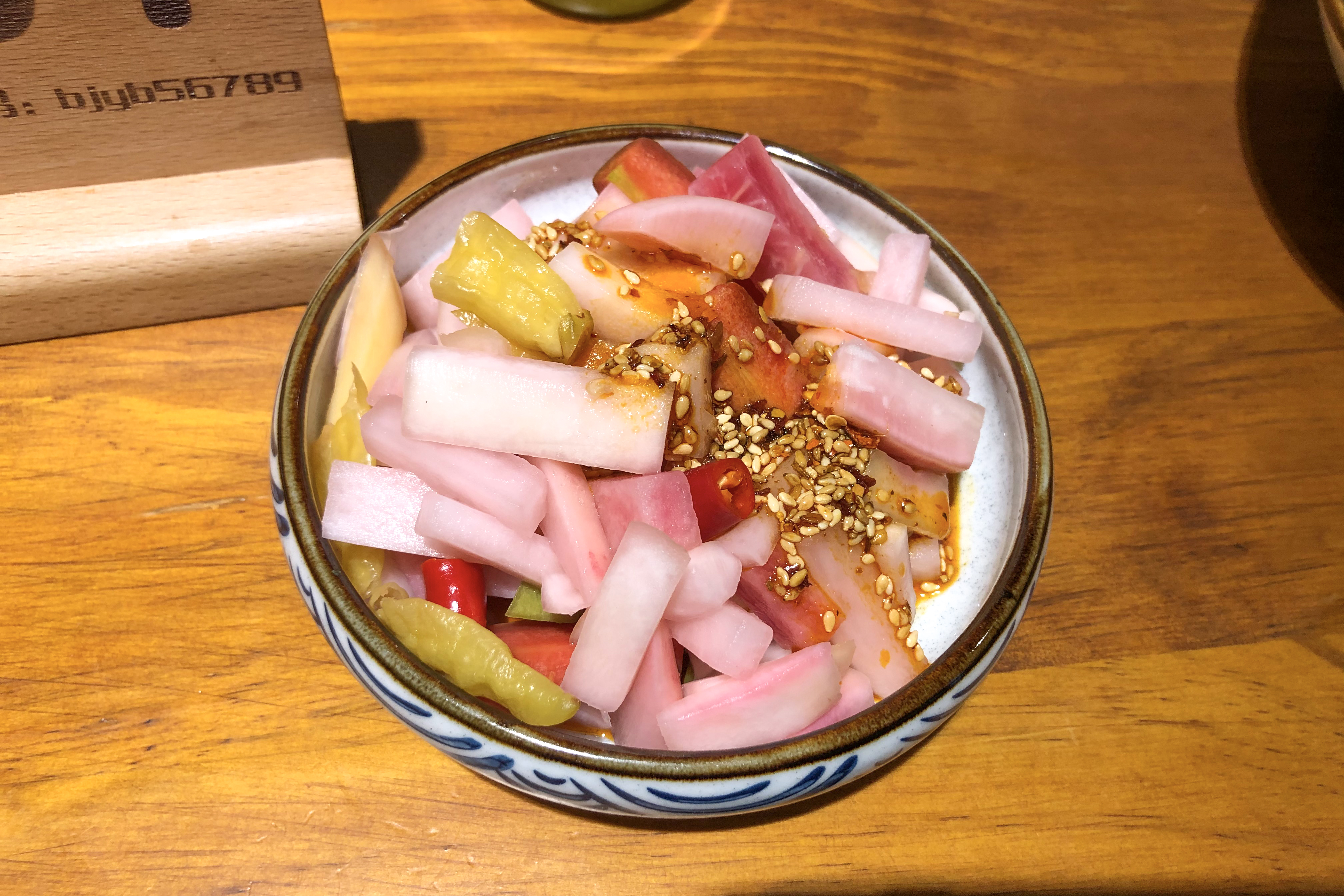
在北京供应的四川泡菜

四川泡菜（有的地方叫“泡咸菜”或“泡酸菜”）， 是中國四川及重庆等川渝地区家喻戶曉的一種佐餐食品。在川渝的筵席、宴會中，在品嘗各味佳餚之餘，最後上幾款泡菜（稱為「隨飯菜」），以調節口味，也有醒酒解膩的特殊效果。
製作泡菜用料考究，它是用川鹽、料酒、白酒、紅糖及多種香料製成鹽水，用特製的土陶泡菜壇作盛器，然後將四季可取的根、莖、瓜、果、葉菜（如各種蘿蔔、辣椒、子薑、苦瓜、茄子、豇豆、蒜薹，蓮白、青菜等）洗淨投入， 蓋嚴密封，經一定時間的乳酸發酵後，而成菜的。
四川泡菜易於貯存，取食方便，既可直接入饌，又可作輔料。如泡菜魚、酸菜雞豆花湯，以及魚香味菜肴必須的泡生薑，泡辣椒等，均能增加菜肴的風味特色。

## 历史
据四川经济日报，四川有文字记载的泡菜制作历史，可追溯到1500多年前。眉山人苏轼不仅是北宋的文学家，还喜食泡菜，亲手制作泡菜，名菜东坡肘子是猪肘和泡菜的结合。从古至今，眉山居民几乎家家户户都会制作泡菜。

## 原料

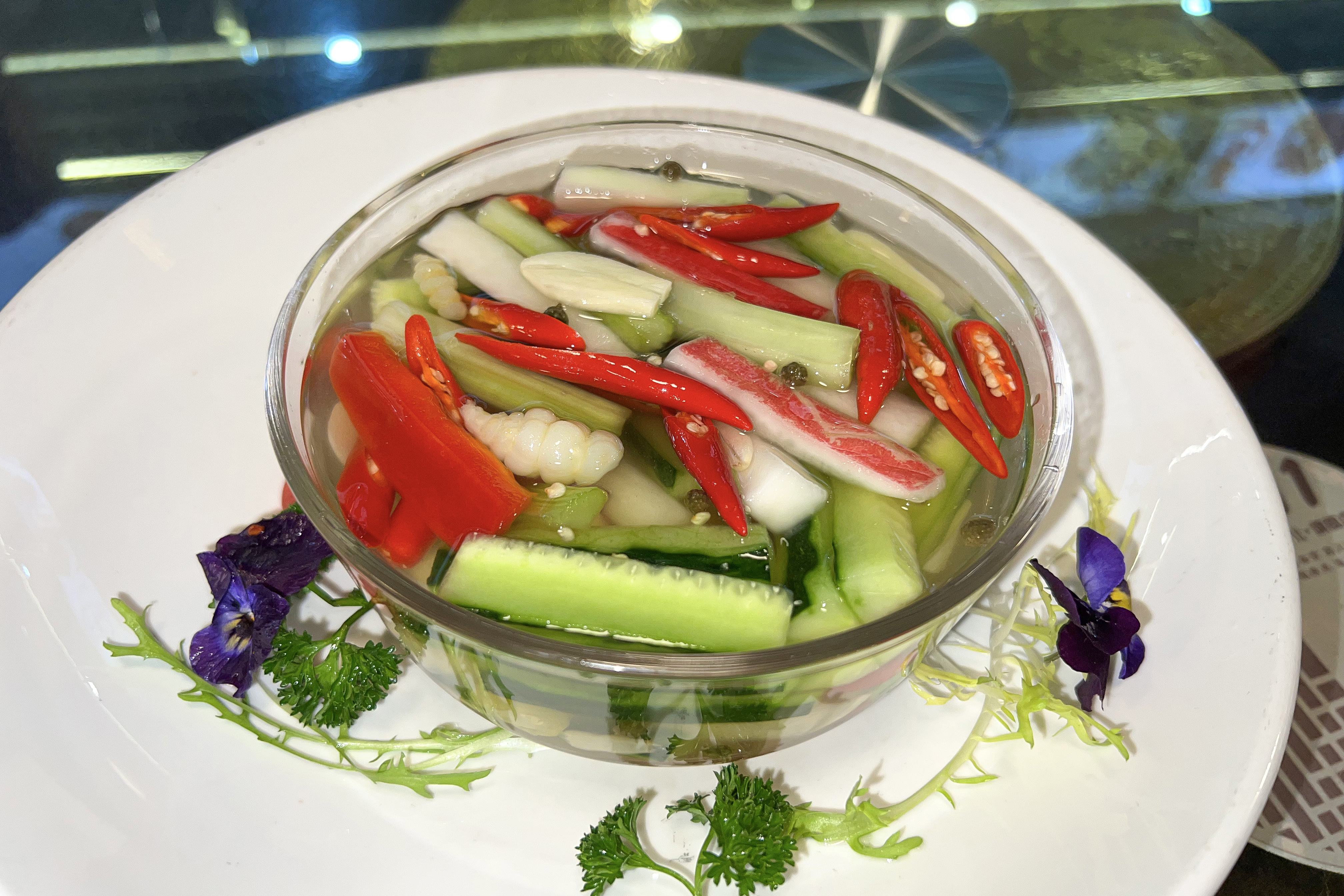
黄瓜和萝卜制作的泡菜

泡菜的原料是蔬菜的根、莖、葉、果，但並非所有的蔬菜都可作泡菜原料。泡菜原料應選擇色澤鮮豔、質地脆嫩、不乾縮、不皺皮、無腐爛、無蟲傷和損傷者。
- 春季蔬菜

如青菜、萵苣、蒜薹、蓮白的葉和莖、竹筍、白菜苔等；
- 夏季蔬菜

如大小辣椒、豇豆、四季豆、青黃豆、豌豆、蠶豆、大蒜、苦瓜、黃瓜、苤蘭、茄子、洋蔥等；
- 秋季蔬菜

如子薑、洋蔥、青椒、菱白、藕、甜椒、韭菜花、刀豆、土瓜、草石蠶等；
- 冬季蔬菜

如各種蘿蔔、胡蘿蔔、青菜頭、冬筍、花菜、芹黃、茨菇、土耳瓜、大白菜、紅苕等。